# Mausac (Puèi Domat)
Mozac és un poble francès que pertany al departament del Puèi Domat, a la regió d'Alvèrnia-Roine-Alps.
Aquesta localitat està agermanada des del dia 22 de setembre de l'any 2000 amb el poble valencià d'Albalat de la Ribera, situat a la comarca de La Ribera Baixa, a la província de València.

## Demografia
| 1790 | 1881 | 1910 | 1912 | 1915 | 1927 | 1936 | 1940 | 1954 | 1961 | 1962 | 1968 | 1975 | 1982 | 1990 | 1999 | 2006 | 2007 | 2008 |
| ---- | ---- | ---- | ---- | ---- | ---- | ---- | ---- | ---- | ---- | ---- | ---- | ---- | ---- | ---- | ---- | ---- | ---- | ---- |
| 1026 | 1140 | 1086 | 1034 | 1002 | 938  | 992  | 1050 | 1129 | 1164 | 1421 | 1795 | 2127 | 3057 | 3496 | 3671 | 3484 | 3510 | 3565 |
|      |      |      |      |      |      |      |      |      |      |      |      |      |      |      |      |      |      |      |

## Administració
| Període   | Identitat      | Partit        |
| --------- | -------------- | ------------- |
| 1953-1965 | Raymond Hulet  | Divers droite |
| 1965-1995 | Edmond Vacant  | PS            |
| 1995-2006 | Michel Lepetit | UMP           |
| 2006-     | Michel Arsac   | Divers droite |